# 地区 (行政区划)
地区是中华人民共和国的一种行政区划，属于地级行政区。地区行政公署，简称地区行署、行署，是地区的行政机构，属于省级人民政府的派出机构，管理县、自治县和县级市。地区行政公署的最高行政领导人是“地区行政公署专员”。黑龙江省大兴安岭地区作为特例，该地区下辖“区”。地区行政公署是现存的两种行政公署之一，另一种为内蒙古自治区的盟行政公署。

## 历史
明清以来，县一直是行政体制中相对稳定的三级（或四级）行政区单位，地区即对应管辖数县的府或州，下辖县而不直管居民（即不直接编户亲民）。而地级市类似于明清时期的直隶州，即直接管理居民同时又下辖县。在清朝末期至民国初期对应于“道”，但道辖域广；之后改道制为行政督察区。
抗日战争至1949年中华人民共和国成立，在中国共产党的控制区（即根据地、解放区），行政层级为大区、行署、专署（即行政督察专员公署、专区行政公署，管辖的行政区称为“专区”、“专员区”。）、县四级；对应的中共地方组织分别为中央局（或分局）、区委（省委）、地委、县委；对应的中共军事组织分别为大军区、军区、军分区、县武装委员会与县大队。例如，石家庄市东北的深泽、无极等县在1938年5月起隶属于新成立的晋察冀边区政府冀中行署第二行政督察专员公署，对应的中共地方组织为晋察冀分局冀中区委二地委，对应的中共军事组织为八路军晋察冀军区下辖的冀中军区第二军分区。需要注意的是，这时已使用“‘地’委”这样的机构名称。
1949年中华人民共和国成立时，地方行政区划为大区、省、行署、专署、县共5级。略相当于明、清时期在省下设的道、府州、县的行政层级。省人民政府约为兵团级，行署为军级、专署为师级，县为团级。对应的，在大区设一级军区（如华东军区），省设二级军区（如浙江军区）、行署管辖区设三级军区（如新疆的南疆军区），专署管辖区设军分区。很多省不设行署，而是直接下辖专署。“市”包括大区直辖市、省辖市、行署辖市、专署辖市等多种情况。例如：湖南省湘西行署下辖沅陵、会同和永顺三个专署共22个县。
1950年1月，政务院通过《省人民政府组织通则》，第13条规定：“各省得根据需要划为若干专员区，各设专员一人，并得设副专员一至二人。专员公署为省人民政府委员会之派出机关。”1952年起，陆续撤销行署，改为省直辖各专署。1967年开始，陆续设立“地区革命委员会”，是一级正式政府。1970年代，“专区”陆续改称为“地区”。与地区行政地位相同的行政分区改称“地级行政区”，取代“专级行政区”（专区级行政区）。1975年《宪法》规定，地区的人民代表大会每届任期三年，革命委员会是其常设机关和地方政府。
1978年《宪法》第三十四条规定：“省革命委员会可以按地区设立行政公署，作为自己的派出机构”，由此标志地区行署开始建立。1982年，修改通过的《中华人民共和国地方各级人民代表大会和地方各级人民政府组织法》第42条规定，各省、自治区人民政府在必要时，经国务院批准，可以设立若干行政公署作为其派出机关。
1990年代至2000年代，中国各省区开始集中进行被称为地市改革的行政区划改革，分为“地市合并”和“撤地设市”两种。1999年《中共中央、国务院关于地方政府机构改革的意见》规定：“要调整地区建制，减少行政层次，避免重复设置。与地级市并存一地的地区，实行地市合并；与县级市并存一地的地区、所在市（县）达到设立地级市标准的，撤销地区建制，设立地级市，实行市领导县体制；其余地区建制也要逐步撤销，原地区所辖县改由附近地级市领导或由省直辖，县级市由省委托地级市代管。”
截至2024年，124個原地區已經改成地級市，57個則併入到其他地級行政區。现存的地区行政公署已为数不多，这些地区被保留的主要原因是地区内没有中心城市能辐射、吸引、带动整个行政区内的各县。最典型的例子是西藏的阿里地区，阿里地区行署驻地狮泉河镇仅有12000居民。

## 組織規劃
地区行政公署不是地方人民政府，不受同级人民代表大会及其常务委员会领导，而是作为省人民政府的派出机构，受省级人民政府领导，且不擁有地級市才有的財政權、行政決策權 、計劃權等。但地区行政公署的职能近似于地级市与自治州的人民政府。
中国共产党在地区的地方组织称为“地区委员会”，简称“地委”。与地级市的中共市委设有常务委员会不同，地委不设常务委员会。一个地区的地委委员的数量在10人左右，相当于地级市的市委常委。
地区不设人民代表大会常务委员会，而是设立“某某省（自治区）人民代表大会常务委员会某某地区工作委员会”，简称“地区人大工委”，受省级人大常务委员会领导，向其负责并报告工作。地区人大工委主要职能是检查地区行政公署、地区中级人民法院、人民检察院地区分院对宪法、法律、法规和上级人民代表大会及其常务委员会的决议、决定在本地区的执行情况，重要情况向派出机关报告。可见，地区人大工委并不能任免地区行政公署的领导人。行政公署的专员、副专员由省级人民政府任免。地区中级人民法院、检察院的院长、副院长、审判员、检察长、副检察长、检察员，由省级人大常委会任免。地区不召开年度的人民代表大会。地区所辖各县区市选举出的上一级人大的代表直接参加出席省（自治区）人民代表大会。地区人大工委负责联络地区范围内的省人大代表、指导地区所辖各县区市人大常务委员会工作。
地区的政协机构称为“中国人民政治协商会议某某省（自治区）委员会某某地区工作委员会”，简称“地区政协工委”，为省级政协派出机构。受省级政协和中共地区委员会的双重领导，与各县（市）政协委员会是指导关系。

## 现存的地区
| 地区名称     | 所属省级行政区   | 设立日期  | 行政公署驻地 |
| ------------ | ---------------- | --------- | ------------ |
| 大兴安岭地区 | 黑龙江省         | 1970年4月 | 加格达奇区   |
| 阿里地区     | 西藏自治区       | 1970年    | 噶尔县       |
| 阿克苏地区   | 新疆维吾尔自治区 | 1968年9月 | 阿克苏市     |
| 喀什地区     | 新疆维吾尔自治区 | 1968年9月 | 喀什市       |
| 和田地区     | 新疆维吾尔自治区 | 1968年9月 | 和田市       |
| 塔城地区     | 新疆维吾尔自治区 | 1968年9月 | 塔城市       |
| 阿勒泰地区   | 新疆维吾尔自治区 | 1968年9月 | 阿勒泰市     |

## 已撤销的地区
| 地区名称            | 设立及撤销日期                              | 撤销方式                                                         | 备注                                                          |
| 河北省              | 河北省                                      | 河北省                                                           | 河北省                                                        |
| ------------------- | ------------------------------------------- | ---------------------------------------------------------------- | ------------------------------------------------------------- |
| 唐山地区            | 1968年－1983年3月                           | 并入唐山市；析设地级秦皇岛市                                     |                                                               |
| 天津地区 廊坊地区   | 1968年－1973年12月 1973年12月－1988年9月    | 改设地级廊坊市                                                   | 1973年12月天津地区改称廊坊地区                                |
| 石家庄地区          | 1968年－1993年6月                           | 并入石家庄市                                                     |                                                               |
| 邯郸地区            | 1968年－1993年6月                           | 并入邯郸市                                                       |                                                               |
| 邢台地区            | 1968年－1993年6月                           | 并入邢台市                                                       |                                                               |
| 张家口地区          | 1968年－1993年6月                           | 并入张家口市                                                     |                                                               |
| 承德地区            | 1968年－1993年6月                           | 并入承德市                                                       |                                                               |
| 沧州地区            | 1968年－1993年6月                           | 并入沧州市                                                       |                                                               |
| 保定地区            | 1968年－1994年12月                          | 并入保定市                                                       |                                                               |
| 衡水地区            | 1968年－1996年5月                           | 改设地级衡水市                                                   |                                                               |
| 山西省              |                                             |                                                                  |                                                               |
| 晋东南地区          | 1967年－1985年4月                           | 分设地级长治市、地级晋城市                                       |                                                               |
| 雁北地区            | 1967年－1993年6月                           | 并入大同市、朔州市                                               |                                                               |
| 晋中地区            | 1967年－1999年9月                           | 改设地级晋中市                                                   |                                                               |
| 忻县地区 忻州地区   | 1967年－1983年7月 1983年7月－2000年6月      | 改设地级忻州市                                                   | 1983年7月忻县地区改称忻州地区                                 |
| 晋南地区            | 1967年－1970年3月                           | 分设运城地区、临汾地区                                           |                                                               |
| 运城地区            | 1970年3月－2000年6月                        | 改设地级运城市                                                   |                                                               |
| 临汾地区            | 1970年3月－2000年6月                        | 改设地级临汾市                                                   |                                                               |
| 吕梁地区            | 1971年4月－2003年10月                       | 改设地级吕梁市                                                   |                                                               |
| 辽宁省              |                                             |                                                                  |                                                               |
| 盘锦地区            | 1970年1月－1975年11月                       | 并入鞍山市、营口市                                               | 1984年析设地级盘锦市                                          |
| 铁岭地区            | 1970年7月－1984年6月                        | 改设地级铁岭市                                                   |                                                               |
| 朝阳地区            | 1970年7月－1984年6月                        | 改设地级朝阳市                                                   |                                                               |
| 吉林省              |                                             |                                                                  |                                                               |
| 德惠地区            | 1968年－1983年8月                           | 并入长春市                                                       |                                                               |
| 永吉地区            | 1968年－1983年8月                           | 并入吉林市                                                       |                                                               |
| 四平地区            | 1969年－1983年8月                           | 改设地级四平市、辽源市                                           |                                                               |
| 通化地区            | 1968年－1985年2月                           | 改设地级通化市、浑江市、梅河口市                                 |                                                               |
| 白城地区            | 1968年－1993年6月                           | 改设地级白城市                                                   |                                                               |
| 黑龙江省            |                                             |                                                                  |                                                               |
| 伊春地区            | 1970年4月－1979年12月                       | 改设地级伊春市                                                   |                                                               |
| 牡丹江地区          | 1967年－1983年9月                           | 改设地级牡丹江市                                                 |                                                               |
| 嫩江地区            | 1967年－1984年12月                          | 并入齐齐哈尔市                                                   |                                                               |
| 合江地区            | 1967年－1984年12月                          | 并入佳木斯市                                                     |                                                               |
| 黑河地区            | 1967年－1993年2月                           | 改设地级黑河市                                                   |                                                               |
| 松花江地区          | 1967年－1996年8月                           | 并入哈尔滨市                                                     |                                                               |
| 绥化地区            | 1967年－1999年12月                          | 改设地级绥化市                                                   |                                                               |
| 江苏省              |                                             |                                                                  |                                                               |
| 六合地区            | 1970年－1971年2月                           | 并入南京市、扬州地区、淮阴地区                                   |                                                               |
| 徐州地区            | 1970年－1983年1月                           | 并入徐州市、连云港市                                             |                                                               |
| 苏州地区            | 1970年－1983年1月                           | 并入无锡市、苏州市                                               |                                                               |
| 南通地区            | 1970年－1983年1月                           | 并入南通市                                                       |                                                               |
| 淮阴地区            | 1970年－1983年1月                           | 改设地级淮阴市                                                   |                                                               |
| 盐城地区            | 1970年－1983年1月                           | 改设地级盐城市                                                   |                                                               |
| 扬州地区            | 1970年－1983年1月                           | 改设地级扬州市                                                   |                                                               |
| 镇江地区            | 1970年－1983年1月                           | 并入南京市、无锡市、常州市；析设地级镇江市                       |                                                               |
| 浙江省              |                                             |                                                                  |                                                               |
| 温州地区            | 1970年－1981年9月                           | 并入温州市                                                       |                                                               |
| 嘉兴地区            | 1970年－1981年9月                           | 改设地级嘉兴市、湖州市                                           |                                                               |
| 宁波地区            | 1970年－1983年7月                           | 并入宁波市                                                       |                                                               |
| 绍兴地区            | 1970年－1983年7月                           | 改设地级绍兴市                                                   |                                                               |
| 金华地区            | 1970年－1985年5月                           | 改设地级金华市、衢州市                                           |                                                               |
| 舟山地区            | 1970年－1987年1月                           | 改设地级舟山市                                                   |                                                               |
| 台州地区            | 1970年－1994年8月                           | 改设地级台州市                                                   |                                                               |
| 丽水地区            | 1970年－2000年5月                           | 改设地级丽水市                                                   |                                                               |
| 安徽省              |                                             |                                                                  |                                                               |
| 徽州地区            | 1971年3月－1987年11月                       | 并入宣城地区；析设地级黄山市                                     |                                                               |
| 安庆地区            | 1971年3月－1988年8月                        | 并入安庆市；析设池州地区                                         |                                                               |
| 滁县地区            | 1971年3月－1992年12月                       | 改设地级滁州市                                                   |                                                               |
| 阜阳地区            | 1971年3月－1996年1月                        | 改设地级阜阳市                                                   |                                                               |
| 宿县地区            | 1971年3月－1998年12月                       | 改设地级宿州市                                                   |                                                               |
| 巢湖地区            | 1971年3月－1999年7月                        | 改设地级巢湖市                                                   |                                                               |
| 六安地区            | 1971年3月－1999年9月                        | 改设地级六安市                                                   |                                                               |
| 池州地区            | 1971年3月－1980年1月 1988年8月－2000年6月   | 改设地级池州市                                                   | 1980年1月－1988年8月曾撤销， 并入安庆地区、宣城地区、徽州地区 |
| 芜湖地区 宣城地区   | 1971年3月－1980年1月 1980年1月－2000年6月   | 改设地级宣城市                                                   | 1980年1月芜湖地区改称宣城地区                                 |
| 福建省              |                                             |                                                                  |                                                               |
| 莆田地区            | 1971年6月－1983年4月                        | 并入福州市、晋江地区                                             | 1983年9月析晋江地区的莆田、仙游二县置地级莆田市               |
| 三明地区            | 1971年6月－1983年4月                        | 改设地级三明市                                                   |                                                               |
| 晋江地区            | 1971年6月－1985年5月                        | 改设地级泉州市                                                   |                                                               |
| 龙溪地区            | 1971年6月－1985年5月                        | 改设地级漳州市                                                   |                                                               |
| 建阳地区 南平地区   | 1971年6月－1988年10月 1988年10月－1994年9月 | 改设地级南平市                                                   | 1988年10月建阳地区改称南平地区                                |
| 龙岩地区            | 1971年6月－1996年11月                       | 改设地级龙岩市                                                   |                                                               |
| 宁德地区            | 1971年6月－1999年11月                       | 改设地级宁德市                                                   |                                                               |
| 江西省              |                                             |                                                                  |                                                               |
| 九江地区            | 1970年－1983年7月                           | 并入九江市                                                       |                                                               |
| 赣州地区            | 1970年－1998年12月                          | 改设地级赣州市                                                   |                                                               |
| 井冈山地区 吉安地区 | 1970年－1979年7月 1979年7月－2000年5月      | 改设地级吉安市                                                   | 1979年7月井冈山地区改称吉安地区                               |
| 宜春地区            | 1970年－2000年5月                           | 改设地级宜春市                                                   |                                                               |
| 抚州地区            | 1970年－2000年6月                           | 改设地级抚州市                                                   |                                                               |
| 上饶地区            | 1970年－2000年6月                           | 改设地级上饶市                                                   |                                                               |
| 山东省              |                                             |                                                                  |                                                               |
| 烟台地区            | 1967年－1983年8月                           | 改设地级烟台市                                                   |                                                               |
| 昌潍地区 潍坊地区   | 1967年－1981年5月 1981年5月－1983年8月      | 改设地级潍坊市                                                   | 1981年5月昌潍地区改称潍坊地区                                 |
| 济宁地区            | 1967年－1983年8月                           | 并入泰安地区；析设地级济宁市                                     |                                                               |
| 泰安地区            | 1967年－1985年3月                           | 并入济南市、济宁市；析设地级泰安市                               |                                                               |
| 临沂地区            | 1967年－1994年12月                          | 改设地级临沂市                                                   |                                                               |
| 德州地区            | 1967年－1994年12月                          | 改设地级德州市                                                   |                                                               |
| 聊城地区            | 1967年－1997年8月                           | 改设地级聊城市                                                   |                                                               |
| 惠民地区 滨州地区   | 1967年－1992年2月 1992年2月－2000年6月      | 改设地级滨州市                                                   | 1982年惠民地区析设地级东营市； 1992年2月惠民地区改称滨州地区  |
| 菏泽地区            | 1967年－2000年6月                           | 改设地级菏泽市                                                   |                                                               |
| 河南省              |                                             |                                                                  |                                                               |
| 开封地区            | 1969年－1983年9月                           | 并入郑州市、开封市                                               |                                                               |
| 安阳地区            | 1969年－1983年9月                           | 并入安阳市；析设地级濮阳市                                       |                                                               |
| 新乡地区            | 1969年－1986年1月                           | 并入新乡市、焦作市                                               |                                                               |
| 许昌地区            | 1969年－1986年1月                           | 并入平顶山市；析设地级许昌市、漯河市                             |                                                               |
| 洛阳地区            | 1969年－1986年1月                           | 并入洛阳市、平顶山市；析设地级三门峡市                           |                                                               |
| 南阳地区            | 1969年－1994年7月                           | 改设地级南阳市                                                   |                                                               |
| 商丘地区            | 1969年－1997年6月                           | 改设地级商丘市                                                   |                                                               |
| 信阳地区            | 1969年－1998年6月                           | 改设地级信阳市                                                   |                                                               |
| 周口地区            | 1969年－2000年6月                           | 改设地级周口市                                                   |                                                               |
| 驻马店地区          | 1969年－2000年6月                           | 改设地级驻马店市                                                 |                                                               |
| 湖北省              |                                             |                                                                  |                                                               |
| 襄阳地区            | 1970年－1983年8月                           | 并入襄樊市                                                       |                                                               |
| 恩施地区            | 1968年－1983年8月                           | 改设鄂西土家族苗族自治州                                         |                                                               |
| 宜昌地区            | 1968年1月－1992年7月                        | 并入宜昌市                                                       |                                                               |
| 孝感地区            | 1970年－1993年4月                           | 改设地级孝感市                                                   |                                                               |
| 郧阳地区            | 1970年－1994年9月                           | 并入十堰市                                                       |                                                               |
| 荆州地区            | 1970年－1994年9月                           | 与沙市市合并设地级荆沙市 （旋改荆州市）                          | 原荆州地区的仙桃、天门、潜江3市由省直辖                       |
| 黃冈地区            | 1970年－1995年12月                          | 改设地级黃冈市                                                   |                                                               |
| 咸宁地区            | 1970年－1998年12月                          | 改设地级咸宁市                                                   |                                                               |
| 湖南省              |                                             |                                                                  |                                                               |
| 衡阳地区            | 1968年－1983年2月                           | 并入衡阳市、零陵地区                                             |                                                               |
| 湘潭地区            | 1968年－1983年8月                           | 并入长沙市、株洲市、湘潭市                                       |                                                               |
| 邵阳地区            | 1968年－1986年1月                           | 并入邵阳市                                                       |                                                               |
| 岳阳地区            | 1968年－1986年1月                           | 并入岳阳市                                                       |                                                               |
| 常德地区            | 1968年－1988年1月                           | 改设地级常德市                                                   |                                                               |
| 益阳地区            | 1968年－1994年3月                           | 改设地级益阳市                                                   |                                                               |
| 郴州地区            | 1968年－1994年12月                          | 改设地级郴州市                                                   |                                                               |
| 零陵地区            | 1968年－1995年11月                          | 改设地级永州市                                                   |                                                               |
| 黔阳地区 怀化地区   | 1977年9月－1981年6月 1981年6月－1997年11月  | 改设地级怀化市                                                   | 1981年6月黔阳地区改称怀化地区                                 |
| 涟源地区 娄底地区   | 1977年9月－1982年12月 1982年12月－1999年1月 | 改设地级娄底市                                                   | 1982年12月涟源地区改称娄底地区                                |
| 广东省              |                                             |                                                                  |                                                               |
| 韶关地区            | 1970年－1983年12月                          | 并入广州市、韶关市                                               |                                                               |
| 佛山地区            | 1970年－1983年12月                          | 并入珠海市、佛山市、江门市                                       |                                                               |
| 汕头地区            | 1970年－1983年12月                          | 并入汕头市、惠阳地区                                             |                                                               |
| 湛江地区            | 1970年－1983年12月                          | 并入江门市、湛江市、茂名市                                       |                                                               |
| 肇庆地区            | 1970年－1988年1月                           | 改设地级肇庆市                                                   |                                                               |
| 惠阳地区            | 1970年－1988年1月                           | 改设地级深圳市（行政级别副省级）、惠州市、汕尾市、河源市、东莞市 |                                                               |
| 梅县地区            | 1970年－1988年1月                           | 改设地级梅州市                                                   |                                                               |
| 广西壮族自治区      |                                             |                                                                  |                                                               |
| 钦州地区            | 1971年－1994年6月                           | 改设地级钦州市                                                   |                                                               |
| 玉林地区            | 1971年－1997年4月                           | 改设地级玉林市                                                   |                                                               |
| 桂林地区            | 1971年－1998年8月                           | 并入桂林市                                                       |                                                               |
| 百色地区            | 1971年－2002年6月                           | 改设地级百色市                                                   |                                                               |
| 梧州地区 贺州地区   | 1971年－1997年2月 1997年2月－2002年6月      | 改设地级贺州市                                                   | 1997年2月梧州地区改称贺州地区                                 |
| 河池地区            | 1971年－2002年6月                           | 改设地级河池市                                                   |                                                               |
| 柳州地区            | 1971年－2002年9月                           | 并入柳州市；析设地级来宾市                                       |                                                               |
| 南宁地区            | 1971年－2002年12月                          | 并入南宁市；析设地级崇左市                                       |                                                               |
| 四川省              |                                             |                                                                  |                                                               |
| 西昌地区            | 1968年－1978年10月                          | 并入渡口市、凉山彝族自治州                                       |                                                               |
| 温江地区            | 1968年－1983年3月                           | 并入成都市                                                       |                                                               |
| 江津地区 永川地区   | 1968年－1981年7月 1981年7月－1983年3月      | 并入重庆市                                                       | 1981年7月江津地区改称永川地区                                 |
| 绵阳地区            | 1968年－1985年2月                           | 改设地级绵阳市、广元市、遂宁市                                   |                                                               |
| 内江地区            | 1968年－1985年2月                           | 改设地级内江市                                                   |                                                               |
| 乐山地区            | 1968年－1985年2月                           | 改设地级乐山市                                                   |                                                               |
| 万县地区            | 1968年－1992年12月                          | 改设地级万县市                                                   |                                                               |
| 南充地区            | 1968年－1993年7月                           | 改设地级南充市、广安地区                                         |                                                               |
| 涪陵地区            | 1968年－1995年11月                          | 改设地级涪陵市                                                   |                                                               |
| 宜宾地区            | 1968年－1996年10月                          | 改设地级宜宾市                                                   |                                                               |
| 黔江地区            | 1988年5月－1997年3月                        | 并入重庆市                                                       |                                                               |
| 广安地区            | 1993年7月－1998年7月                        | 改设地级广安市                                                   |                                                               |
| 达县地区 达川地区   | 1968年－1993年7月 1993年7月－1999年6月      | 改设地级达州市                                                   | 1993年7月达县地区改称达川地区                                 |
| 眉山地区            | 1997年5月－2000年6月                        | 改设地级眉山市                                                   |                                                               |
| 雅安地区            | 1968年－2000年6月                           | 改设地级雅安市                                                   |                                                               |
| 巴中地区            | 1993年7月－2000年6月                        | 改设地级巴中市                                                   |                                                               |
| 资阳地区            | 1998年2月－2000年6月                        | 改设地级资阳市                                                   |                                                               |
| 贵州省              |                                             |                                                                  |                                                               |
| 六盘水地区          | 1970年12月－1978年12月                      | 改设地级六盘水市                                                 |                                                               |
| 兴义地区            | 1970年－1981年9月                           | 改设黔西南布依族苗族自治州                                       |                                                               |
| 遵义地区            | 1970年－1997年6月                           | 改设地级遵义市                                                   |                                                               |
| 安顺地区            | 1970年－2000年6月                           | 改设地级安顺市                                                   |                                                               |
| 毕节地区            | 1970年－2011年10月                          | 改设地级毕节市                                                   |                                                               |
| 铜仁地区            | 1970年－2011年10月                          | 改设地级铜仁市                                                   |                                                               |
| 云南省              |                                             |                                                                  |                                                               |
| 曲靖地区            | 1970年－1997年5月                           | 改设地级曲靖市                                                   |                                                               |
| 玉溪地区            | 1970年－1997年12月                          | 改设地级玉溪市                                                   |                                                               |
| 保山地区            | 1970年－2000年12月                          | 改设地级保山市                                                   |                                                               |
| 昭通地区            | 1970年－2001年1月                           | 改设地级昭通市                                                   |                                                               |
| 丽江地区            | 1970年－2002年12月                          | 改设地级丽江市                                                   |                                                               |
| 思茅地区            | 1970年－2003年10月                          | 改设地级思茅市                                                   |                                                               |
| 临沧地区            | 1970年－2003年12月                          | 改设地级临沧市                                                   |                                                               |
| 西藏自治区          |                                             |                                                                  |                                                               |
| 江孜地区            | 1983年10月－1986年9月                       | 并入日喀则地区、山南地区                                         |                                                               |
| 日喀则地区          | 1970年－2014年7月                           | 改设地级日喀则市                                                 |                                                               |
| 昌都地区            | 1970年 - 2014年10月                         | 改设地级昌都市                                                   |                                                               |
| 林芝地区            | 1983年10月 - 2015年3月                      | 改设地级林芝市                                                   |                                                               |
| 山南地区            | 1978年 - 2016年2月                          | 改设地级山南市                                                   |                                                               |
| 那曲地区            | 1970年 - 2017年7月                          | 改设地级那曲市                                                   |                                                               |
| 陕西省              |                                             |                                                                  |                                                               |
| 宝鸡地区            | 1969年－1971年10月                          | 改设地级宝鸡市                                                   |                                                               |
| 咸阳地区            | 1969年－1983年9月                           | 并入西安市；析设地级咸阳市                                       |                                                               |
| 渭南地区            | 1969年－1994年12月                          | 改设地级渭南市                                                   |                                                               |
| 延安地区            | 1969年－1996年11月                          | 改设地级延安市                                                   |                                                               |
| 汉中地区            | 1969年－1996年2月                           | 改设地级汉中市                                                   |                                                               |
| 榆林地区            | 1969年－1999年12月                          | 改设地级榆林市                                                   |                                                               |
| 安康地区            | 1969年－2000年6月                           | 改设地级安康市                                                   |                                                               |
| 商洛地区            | 1969年－2001年8月                           | 改设地级商洛市                                                   |                                                               |
| 甘肃省              |                                             |                                                                  |                                                               |
| 天水地区            | 1969年9月－1985年7月                        | 并入陇南地区；析设地级天水市                                     |                                                               |
| 武威地区            | 1969年9月－2001年5月                        | 改设地级武威市                                                   |                                                               |
| 张掖地区            | 1969年9月－2002年3月                        | 改设地级张掖市                                                   |                                                               |
| 平凉地区            | 1969年9月－2002年6月                        | 改设地级平凉市                                                   |                                                               |
| 酒泉地区            | 1969年9月－2002年6月                        | 改设地级酒泉市                                                   |                                                               |
| 庆阳地区            | 1969年9月－2002年6月                        | 改设地级庆阳市                                                   |                                                               |
| 定西地区            | 1969年9月－2003年4月                        | 改设地级定西市                                                   |                                                               |
| 陇南地区            | 1969年9月－2004年1月                        | 改设地级陇南市                                                   |                                                               |
| 青海省              |                                             |                                                                  |                                                               |
| 海东地区            | 1978年10月－2013年2月                       | 改设地级海东市                                                   |                                                               |
| 宁夏回族自治区      |                                             |                                                                  |                                                               |
| 银北地区            | 1972年2月－1975年11月                       | 并入银川市；析设地级石嘴山市                                     |                                                               |
| 银南地区            | 1972年2月－1998年5月                        | 改设地级吴忠市                                                   |                                                               |
| 固原地区            | 1970年－2001年7月                           | 改设地级固原市                                                   |                                                               |
| 新疆维吾尔自治区    |                                             |                                                                  |                                                               |
| 石河子地区          | 1976年1月－1978年6月                        | 并入昌吉回族自治州、塔城地区                                     | 原石河子地区的石河子市由自治区直辖                            |
| 伊犁地区            | 1975年8月－1979年9月 1985年1月－2001年10月  | 所属县市改由伊犁哈萨克自治州直辖                                 |                                                               |
| 吐鲁番地区          | 1975年1月 - 2015年4月                       | 改设地级吐鲁番市                                                 |                                                               |
| 哈密地区            | 1975年1月 - 2016年1月                       | 改设地级哈密市                                                   |                                                               |

### 备注
1. ↑  翁有为文章原文[2]：鉴于专署层级普遍实施的现实，1950年1月6日政务院第14次政务会议通过并于次日公布的《省人民政府组织通则》第13条规定：“各省得根据需要划为若干专员区，各设专员一人，并得设副专员一至二人。专员公署为省人民政府委员会之派出机关。”③这是专员区公署制推行最直接和明确的法律依据。但这实际上只是关于专署性质和地位的规定，即系省政府的“派出机关”，而非一级正式政府；而对于推行于全国的专署这一机构的组织工作部门的设置和编制，其任务、职责和职权，其工作原则和工作程序，其与中央和省的关系，其与县及县以下政府的关系，此通则均无规定。相比较来看，县之下的区虽然在一些地区是县政府的派出机关，却也有其组织法规。与此同理，作为省政府派出机关的专署的具体组织状况也是可以制定相应的单行法规给予详细规定的。这种在全国普遍设置、却无具体法规框定的行政组织，其运行自然有时会受到无法可依的困扰。

### 引用
1. ↑  .   [2013-01-08]. （原始内容存档于2012-12-14）.
2. ↑  翁有为. . 中共党史研究 (北京市: 中共中央党史和文献研究院). 2007, (1): 92–99. ISSN 1003-3815. （原始内容存档于2020-04-22） （简体中文）.
3. ↑  . 全国人民代表大会. 1978-03-05  [2015-03-15]. （原始内容存档于2015-04-02）.
4. ↑  . 全国人民代表大会. 1982-12-10  [2015-03-15]. （原始内容存档于2015-04-02）.
5. 1 2  . www.aiplus.idv.tw.   [2019-10-01]. （原始内容存档于2020-05-11）.

## 外部連結
| 中华人民共和国行政区划 | 中华人民共和国行政区划                                   | 中华人民共和国行政区划               |
| ---------------------- | -------------------------------------------------------- | ------------------------------------ |
| 前任： 地区革命委员会  | 地区行政公署 （省级政府派出机构） 1970年代末－           | 繼任： 地级市人民政府 自治州人民政府 |
| 前任： 盟革命委员会    | 盟行政公署 （内蒙古自治区人民政府派出机构） 1970年代末－ | 繼任： 地级市人民政府 自治州人民政府 |